# بادرگانج
بادرگانج (به لاتین: Badarganj) یک منطقهٔ مسکونی در بنگلادش است که در ناحیه رنگ‌پور واقع شده‌است. بادرگانج ۳۰۱٫۲۹ کیلومتر مربع مساحت و ۲۸۷٬۶۹۹ نفر جمعیت دارد.